# Yadira Caraveo

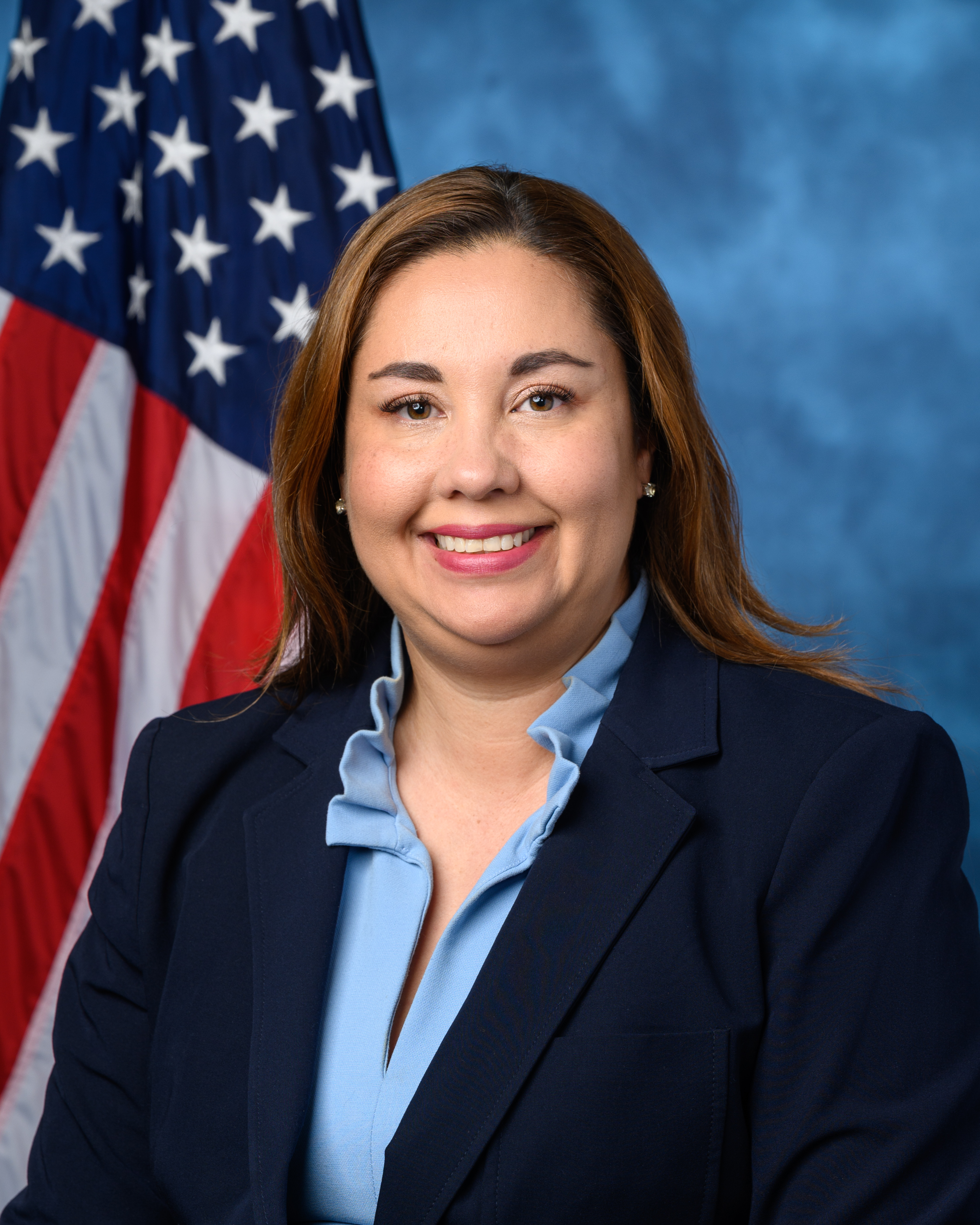
Yadira Caraveo (2023)

Yadira Caraveo  (* 23. Dezember 1980 in Denver, Colorado) ist eine US-amerikanische Politikerin der Demokratischen Partei. Ab dem 3. Januar 2023 vertrat sie den 8. Kongresswahlbezirk Colorados im US-Repräsentantenhaus. Sie war die erste Abgeordnete für diesen Bezirk, der nach dem United States Census 2020 neu eingerichtet worden war. Bei den Wahlen 2024 unterlag sie knapp Gabe Evans von der Republikanischen Partei; sie schied daher zum 3. Januar 2025 aus dem Kongress aus.

## Ausbildung und Leben
Caraveo wurde als Kind illegaler Einwanderer aus Mexiko in Denver geboren. Von 1999 bis 2003 studierte sie Biologie an der Regis University in Denver und erwarb einen Bachelor-Abschluss. Im Anschluss absolvierte sie bis 2009 ein Medizinstudium an der University of Colorado. Ihre Assistenzarztzeit verbrachte sie am Klinikum der University of New Mexico in Albuquerque. Bis zu ihrer Wahl in den Kongress arbeitete sie als Kinderärztin in Thornton, Colorado.

## Politische Karriere
Im Vorfeld der Präsidentschaftswahl in den Vereinigten Staaten 2008 arbeitete Caraveo für die Wahlkampagne des späteren Siegers Barack Obama. Als Assistenzärztin engagierte sich Caraveo für die Dienstleistungsgewerkschaft SEIU.

### Colorado General Assembly
2018 wurde Caraveo für die Demokratische Partei ins Repräsentantenhaus von Colorado, das Unterhaus des Staatsparlaments von Colorado, gewählt. 2020 gelang ihr die Wiederwahl.

### US-Repräsentantenhaus
Nach der Volkszählung 2020 erhielt Colorado einen zusätzlichen Sitz im Repräsentantenhaus der Vereinigten Staaten. Der neu geschaffene Kongresswahlbezirk liegt im Norden des Bundesstaats und umfasst sowohl den ländlichen Raum nördlich von Denver als auch Teile der Stadt selber. Er gilt daher als politisch sehr ausgeglichen. Für die erstmalige Besetzung des Wahlbezirks wurde Caraveo ohne Gegenkandidaten von der Demokratischen Partei nominiert. Bei der Wahl im November 2022 setzte sie sich knapp mit 48,4 zu 47,7 % gegen ihre Republikanische Kontrahentin Barbara Kirkmeyer durch. Sie trat ihr Mandat am 3. Januar 2023 an und ist damit die erste Vertreterin des 8. Kongresswahlbezirks von Colorado sowie auch die erste Latina, die den Bundesstaat Colorado im Kongress vertritt. Bei den Wahlen 2024 unterlag sie knapp Gabe Evans von der Republikanischen Partei, am Ende betrug ihr Rückstand auf Evans lediglich knapp 2000 Stimmen. Caraveo schied daher zum 3. Januar 2025 aus dem Kongress aus.
Im 118. Kongress saß Caraveo in folgenden Ausschüssen und Unterausschüssen (in kursiv):
- United States House Committee on Agriculture (Landwirtschaftsausschuss)
  - Rohstoffmärkte, Digitale Güter und Ländliche Entwicklung (Ranking Member)
  - Vieh, Milcherzeugnisse  und Geflügel
  - Ernährung, Ausländische Landwirtschaft und Gartenbau
- United States House Committee on Science, Space, and Technology (Wissenschafts-, Raumfahrt- und Technologieausschuss)
  - Raumfahrt und Aeronautik